# Canton de Saint-Sernin-sur-Rance
Le canton de Saint-Sernin-sur-Rance est une ancienne division administrative française située dans le département de l'Aveyron et la région Midi-Pyrénées.

## Géographie
Ce canton était organisé autour de Saint-Sernin-sur-Rance dans l'arrondissement de Millau. Son altitude variait de 205 m (La Bastide-Solages) à 932 m (Laval-Roquecezière) pour une altitude moyenne de 473 m.

## Représentation

### Conseillers généraux de 1833 à 2015
| Période | Période          | Identité                                                | Étiquette                | Qualité |
| ------- | ---------------- | ------------------------------------------------------- | ------------------------ | --- |
| 1833    | 1835 (démission) | Jacques Jean Antoine Constans-Saint-Estève (1780-1836)  |                          | Avocat, juriconsulte, propriétaire à Saint-Sernin Nommé Sous-Préfet de Saint-Affrique en 1835 |
| 1835    | 1845             | Jean Joseph Bonnet (1784-1867)                          |                          | Médecin à Plaisance Propriétaire à Balaguier |
| 1845    | 1848             | Paul Henri Marie Émilien Sandral-Lasbordes              |                          | Juge au Tribunal de Saint-Affrique juge de paix à Saint-Sernin |
| 1848    | 1871             | Paul Félix Armand Foulquier-Lavergne (1808-1905)        |                          | Juge de paix à Saint-Sernin, conseiller d'arrondissement puis Juge d'instruction au Tribunal de Saint-Affrique |
| 1871    | 1883             | Auguste Augé (1810-1898)                                | Droite                   | Médecin, maire de Saint-Sernin (1848-1870), ancien conseiller d'arrondissement |
| 1883    | 1895             | Augustin Bénigne Puech                                  | Républicain              | Avocat à Saint-Affrique, propriétaire à Brasc |
| 1895    | 1901             | Jacques Louis Doumenge                                  | Rad.                     | Maire de Saint-Sernin (1892-1903) |
| 1901    | 1913             | Armand Cochy de Moncan (1844-1915)                      | Conservateur             | Médecin à Saint-Sernin |
| 1913    | 1940             | Georges Cochy de Moncan (1877-1945) (fils du précédent) | Conservateur             | Médecin-Major de 2è classe de l'armée Territoriale à la 16è région Maire de Saint-Sernin (1919-1944), conseiller d'arrondissement Membre de la Commission administrative de l'Aveyron (1941-1943) Nommé conseiller départemental en 1943 |
|         |                  |                                                         |                          | |
| 1945    | 1949             | Ludovic Bonnevialle (1898-1965)                         |                          | Instituteur puis Directeur de l'hôpital de Rodez Maire de Saint-Sernin-sur-Rance (1945-1959) |
| 1949    | 1980 (décès)     | Albert Sirgue                                           | CNIP puis RI puis UDF-PR | Agriculteur Sénateur (1971-1980) Maire de Coupiac (1942-1980) |
| 1981    | 1992             | Jacques Godfrain                                        | RPR                      | Cadre Député (1978-1995 et 1997-2007) Maire de Millau (1995-2008) |
| 1992    | 2004             | Jean-Marie Sirgue                                       | UDF                      | Assureur Maire de Coupiac (1980-2014) |
| 2004    | 2011             | Claude Boyer                                            | Verts-DVG                | Commerçant Maire de Martrin (2001-2020) |
| 2011    | 2015             | Annie Bel                                               | DVD                      | Enseignante retraitée maire de Saint-Sernin de 2008 à 2020 |

### Résultats électoraux détaillés
- Élections cantonales de 2004 : Claude Boyer (VEC) est élu au second tour avec 50,84 % des suffrages exprimés, devant Jean Marie Sirgue (UMP) (49,16 %). Le taux de participation est de 82,71 % (2 555 votants sur 3 089 inscrits)[5].
- Élections cantonales de 2011 : Annie Bel (Divers droite) est élue au premier tour avec 56,03 % des suffrages exprimés, devant Claude Boyer (VEC) (38,78 %) et Françoise Juelle (PCF) (3,52 %). Le taux de participation est de 61,69 % (5 885 votants sur 9 540 inscrits)[6].

### Conseillers d'arrondissement (de 1833 à 1940)
Le canton de Saint-Sernin avait deux conseillers d'arrondissement juqu'en 1926.
Il appartenait à l'arrondissement de Saint-Affrique jusqu'à sa disparition en 1926.
| Période | Période      | Identité                           | Étiquette    | Qualité |
| ------- | ------------ | ---------------------------------- | ------------ | --- |
| 1833    | 1842         | M. Espinasse                       |              | Propriétaire à Saint-Sernin                                                                                 |
| 1833    | 1848         | Charles Joseph Rouanet père        |              | Médecin, maire de Saint-Sernin (1830-1841)                                                                  |
| 1842    | 1848         | Paul Foulquier-Lavergne            |              | Avocat, maire de Pousthomy (1835-1844)                                                                      |
| 1848    | 1871         | Auguste Antoine Augé               |              | Médecin, maire de Saint-Sernin (1848-1870)                                                                  |
| 1852    | 1871         | Louis Jamme                        |              | Maire de Laval-Roquecezière (1847-1863)                                                                     |
| 1871    | 1877         | Olivier Paul Lasbordes (1820-1898) |              | Notaire à Saint-Sernin                                                                                      |
| 1871    | 1895         | Joseph Alithée Mathieu             | Républicain  | Médecin, maire de Saint-Sernin (1871-1892)                                                                  |
| 1877    | 1887 (décès) | Émile Nicolas (1817-1887)          |              | Avocat et notaire à Coupiac                                                                                 |
| 1887    | 1901         | Pierre Nicolas (fils du précédent) | Républicain  | Notaire à Coupiac, Président du Conseil d'arrondissement                                                    |
| 1895    | 1898 (décès) | Olivier Paul Lasbordes             |              | Notaire à Saint-Sernin                                                                                      |
| 1898    | 1904         | Prosper Augé                       |              | Docteur-médecin à Saint-Sernin, suppléant du juge de paix                                                   |
| 1901    | 1899 (décès) | Émile Moysen                       |              | Maire de Coupiac de 1896 à 1899                                                                             |
| 1899    | 1904         | Casimir Constans                   |              | Maire de Saint-Juéry de 1892 à 1903                                                                         |
| 1904    | 1910         | Joseph Déjean                      |              | Notaire à Montclar, Président du Conseil d'arrondissement                                                   |
| 1904    | 1910         | Jean-Henri Castan                  |              | Propriétaire à La Roque, Combret                                                                            |
| 1910    | 1913         | Georges Cochy de Moncan            | Conservateur | Médecin-Major de 2è classe de l'armée Territoriale à la 16è région, Saint-Sernin, maire de La Serre         |
| 1910    | 1940         | Joseph-Marius Rayssac              | Libéral      | Maire de Bonnerive, commune de Plaisance                                                                    |
| 1913    | 1919         | Émile Ricard                       |              | Maire de Coupiac de 1909 à 1925                                                                             |
| 1919    | 1940         | Jacques Bascoul                    | Conservateur | Maire de Laval-Roquecezière                                                                                 |
| 1940    |              |                                    |              | Les conseils d'arrondissement ont été suspendus par la loi du 12 octobre 1940 et n'ont jamais été réactivés |

## Composition
Le canton de Saint-Sernin-sur-Rance, d'une superficie de 275 km2, était composé de quatorze communes
.
| Nom                                | Code Insee | Intercommunalité                            | Superficie (km2) | Population (dernière pop. légale) | Densité (hab./km2) |
| ---------------------------------- | ---------- | ------------------------------------------- | ---------------- | --------------------------------- | ------------------ |
| Saint-Sernin-sur-Rance (chef-lieu) | 12248      | CC Monts, Rance et Rougier                  | 11,14            | 630 (2014)                        | 57                 |
| Balaguier-sur-Rance                | 12019      | CC Monts, Rance et Rougier                  | 9,80             | 95 (2014)                         | 9,7                |
| La Bastide-Solages                 | 12023      | CC du Réquistanais                          | 7,10             | 109 (2014)                        | 15                 |
| Brasc                              | 12035      | CC du Réquistanais                          | 20,14            | 163 (2014)                        | 8,1                |
| Combret                            | 12069      | CC Monts, Rance et Rougier                  | 49,85            | 272 (2014)                        | 5,5                |
| Coupiac                            | 12080      | CC Saint Affricain, Roquefort, Sept Vallons | 24,72            | 413 (2014)                        | 17                 |
| Laval-Roquecezière                 | 12125      | CC Monts, Rance et Rougier                  | 30,66            | 257 (2014)                        | 8,4                |
| Martrin                            | 12141      | CC Saint Affricain, Roquefort, Sept Vallons | 23,31            | 237 (2014)                        | 10                 |
| Montclar                           | 12149      | CC du Réquistanais                          | 12,80            | 168 (2014)                        | 13                 |
| Montfranc                          | 12152      | CC Monts, Rance et Rougier                  | 6,20             | 125 (2014)                        | 20                 |
| Plaisance                          | 12183      | CC Saint Affricain, Roquefort, Sept Vallons | 14,00            | 208 (2014)                        | 15                 |
| Pousthomy                          | 12186      | CC Monts, Rance et Rougier                  | 17,33            | 208 (2014)                        | 12                 |
| Saint-Juéry                        | 12233      | CC Saint Affricain, Roquefort, Sept Vallons | 29,01            | 281 (2014)                        | 9,7                |
| La Serre                           | 12269      | CC Monts, Rance et Rougier                  | 18,52            | 118 (2014)                        | 6,4                |

## Démographie

### Évolution démographique
En 2012, le canton comptait 3 345 habitants.
| 1962  | 1968  | 1975  | 1982  | 1990  | 1999  | 2006  | 2011  | 2012  |
| ----- | ----- | ----- | ----- | ----- | ----- | ----- | ----- | ----- |
| 6 143 | 5 430 | 4 732 | 4 321 | 3 718 | 3 403 | 3 462 | 3 397 | 3 345 |

### Âge de la population
La pyramide des âges, à savoir la répartition par sexe et âge de la population, du canton de Saint-Sernin-sur-Rance en 2009 ainsi que, comparativement, celle du département de l'Aveyron la même année sont représentées avec les graphiques ci-dessous.
La population du canton comporte 50,8 % d'hommes et 49,2 % de femmes. Elle présente en 2009 une structure par grands groupes d'âge plus âgée que celle de la France métropolitaine. 
Il existe en effet 59 jeunes de moins de 20 ans pour cent personnes de plus de 60 ans, alors que pour la France l'indice de jeunesse, qui est égal à la division de la part des moins de 20 ans par la part des plus de 60 ans, est de 1,06. L'indice de jeunesse du canton est également inférieur à celui  du département (0,67) et à celui de la région (0,89).
| Hommes | Classe d’âge | Femmes |
| ------ | ------------ | ------ |
| 1,1    | 90 ans ou +  | 1,7    |
| 11,5   | 75 à 89 ans  | 15,6   |
| 18,1   | 60 à 74 ans  | 18,2   |
| 23,3   | 45 à 59 ans  | 21,7   |
| 17,7   | 30 à 44 ans  | 15,2   |
| 14,9   | 15 à 29 ans  | 13,2   |
| 13,4   | 0 à 14 ans   | 14,3   |

| Hommes | Classe d’âge | Femmes |
| ------ | ------------ | ------ |
| 0,6    | 90 ans ou +  | 1,7    |
| 10,2   | 75 à 89 ans  | 14,2   |
| 16,9   | 60 à 74 ans  | 17,5   |
| 21,6   | 45 à 59 ans  | 20,3   |
| 18,9   | 30 à 44 ans  | 17,8   |
| 15,1   | 15 à 29 ans  | 13,4   |
| 16,7   | 0 à 14 ans   | 15,1   |